# وشی
وشی (به انگلیسی: Vashi) یک ایستگاه قطار در هند است که در بمبئی واقع شده‌است.

## خصوصیات
وشی ۶۰۰٬۰۰۰ نفر جمعیت دارد.